# Паскаль Кіньяр
Паскаль Кіньяр (фр. Pascal Quignard) (23 квітня 1948, Верней-сюр-Авр, департамент Ер) — французький письменник, есеїст.

## Біографія
Народився 23 квітня 1948 у Верней-сюр-Авр в департаменті Ер (Франція). Батько — директор ліцею, мати — органістка. Виріс у Гаврі. У 18 місяців пережив період німоти, що була відновилася у 16 років. Згодом він писав: 
|  | Мовчання, це безсумнівно те, що змусило мене писати, здійснити цю дію: бути в мові мовчучи́. Оригінальний текст (фр.) Ce silence, c’est sans doute ce qui m’a décidé à écrire, à faire cette transaction : être dans le langage en me taisant |

Захоплювався музикою (вчився грати на піаніно, органі, віолончелі, альті) та давніми мовами.
У 1966—1968 роках вивчав філософію разом з Даніелем Кон-Бендітом, серед їхніх викладачів були Емануель Левінас та Поль Рікер. Під впливом подій 1968 року відійшов від філософії. Першою книгою Кіньяра було есе про Леопольда Захер-Мазоха. Співпрацював з журналом «Ефемер» (L'Éphémère), навколо якого групувалися Ів Бонфуа, Андре дю Буше, Філіп Жаккотте, Мішель Леріс. З 1969 року працював редактором у видавництві Меркюр де Франс.
1997 року мав серйозний серцевий напад і потрапив до шпиталю; під впливом перебування в лікарні написав книжку «Таємне життя» (Vie secrète), що є особливим поєднанням роману, інтимного щоденника, сну, поезії, трактату та есе. Таємне життя вирізняється своєю фрагментарністю та афористичністю. Надалі для його творчості доволі характерні тексти з невизначеним жанром, водночас у 2000-і роки він написав декілька романів.
Керує Міжнародним фестивалем опери та театру бароко в Версалі.

## Твори
- L' Être du balbutiement: essai sur Sacher-Masoch, 1969. Про Захер-Мазоха.
- Alexandra de Lycophron, 1971
- La Parole de la Délie: essai sur Maurice Scève, 1974 Про Моріса Сева
- Michel Deguy, 1975. Про Мішеля Дегі.
- Écho, suivi de Épistolè Alexandroy, 1975
- Sang, 1976
- Le Lecteur, 1976
- Hiems, 1977
- Sarx, 1977
- Les Mots de la terre, de la peur et du sol, 1978
- Inter aerias fagos, 1979
- Sur le défaut de terre, 1979
- Carus, 1979. Про імператора Гая Марка Аврелія Кара
- Le Secret du domaine, 1980
- 1984 : «Записки на табличках Апроненіі Авіцена» / (Les Tablettes de buis d'Apronenia Avitia)
- Petits traités , три томи 1981, 1983, 1984
- Le Vœu de silence: essai sur Louis-René des Forêts, 1985
- Longin, 1985
- Une Gêne technique à l'égard des fragments, 1986
- «Салон у Вюртемберзі» (Le Salon du Wurtemberg, 1986). Музикант, який грає на віолі-де-гамба, зачиняється у своєму будинку в Вюртемберзі.
- La leçon de musique, 1987
- «Сходи Шамбора» (Les Escaliers de Chambord, 1989). Про антиквара, любителя іграшок та замку Шамбор.
- Petits traités , томи 1-8, 1990.
- «Альбіцій» (Albucius), 1990. Про еротичного письменника в Стародавньому Римі.
- «Секс та страх» (Le Sexe et l'Effroi, 1994). Есе про роль сексу в античному світі.
- «Усі ранки світу» (Tous les matins du monde, 1991). Про французького музиканта XVIII століття Марені Маре. Усі ранки світу (фільм)|Екранізація з Жераром Депардьє.
- Georges de la Tour, 1991. Про художника Жоржа де ла Тура
- La Frontière, 1998
- Le Nom sur le bout de la langue, 1993. Есе
- 1994 : «Звичайна формальність» / (Una pura formalità )
- L'Occupation américaine, 1994. (Роман про кохання у 50-х роках минулого століття)
- Les septante, 1994
- L'amour conjugal, 1994
- Rhétorique spéculative, 1995
- La Haine de la musique, 1996. Есе
- Vie secrète, 1998
- «Тераса в Римі» (Terrasse à Rome, 2000). Дія відбувається у XVII столітті.
- Tondo, 2002
- Le Dernier Royaume. Остання королівство — Шість частин:
  - I: Les ombres errantes, 2002
  - II: Sur le jadis, 2002
  - III: Abîme, 2002
  - IV: Les paradisiaques, 2005
  - V: Sordidissimes, 2005
  - VI: La barque silencieuse, 2009
- Écrits de l'éphémère, 2005
- Pour trouver les Enfers, 2005
- «Вілла Амалія»  (Villa Amalia, 2006). Про жінку-композитора. Екранізація Бенуа Жако з Ізабель Юппер (2009)
- L'Enfant au visage couleur de la mort,  2006
- Triomphe du temps,  2006
- Ethelrude et Wolframm, 2006
- Le Petit Cupidon,  2006
- Requiem, 2006
- La Nuit sexuelle,  2007
- Boutès,  2008

## Нагороди
- Лауреат Гонкурівської премії 2002 року за книгу «Les ombres errantes»
- Премія Французької Академії 2000 року за «Тераса в Римі»
- Премія критики за «Карус» 1980 року